# 霸州北站
霸州北站，位于河北省廊坊市霸州市西北侧，南孟镇西北岸村西侧，有京雄城际铁路经过。车站距既有京九铁路、津霸铁路霸州站约14公里。现由中国铁路北京局集团北京车务段管辖。

## 历史
- 2018年7月1日：霸州北站站房工程开工[4]。
- 2020年12月27日：开通运营。

## 站线设置
车站站房建筑面积约10000平方米，规模为2台4线（含2条正线），设有2座侧式站台，车站两端正线间各设1组单渡线。
| 侧式站台 |                                       |
| 1站台    | 京雄城际铁路 往雄安方向（雄安站）     |
| 正线     | 京雄城际铁路下行列车通过线            |
| 正线     | 京雄城际铁路上行列车通过线            |
| 2站台    | 京雄城际铁路 往北京西方向（固安东站） |
| 侧式站台 |                                       |